# Lijst van gemeentelijke monumenten in Rijswijk (Zuid-Holland)
Hieronder een overzicht van de gemeentelijke monumenten in de gemeente Rijswijk. 
| Object | Bouwjaar          | Architect                                                                                     | Locatie                                           | Coördinaten                  | Nr.       | Afbeelding |
| --- | ----------------- | --------------------------------------------------------------------------------------------- | ------------------------------------------------- | ---------------------------- | --------- | --- |
| Werkplaats / pakhuis |                   |                                                                                               | Tollensstraat 2a,b,c                              | 52° 3' 21" NB, 4° 20' 5" OL  | 0603/003  | Werkplaats / pakhuis                                                                                                   |
| Woonhuizen |                   |                                                                                               | Tollensstraat 2d-4                                | 52° 3' 22" NB, 4° 20' 5" OL  | 0603/004  | Woonhuizen |
| Woonhuis | 17de-eeuws        |                                                                                               | Doelenstraat 15                                   | 52° 3' 22" NB, 4° 19' 57" OL | 0603/006  | Woonhuis |
| Werkplaats |                   |                                                                                               | Doelenstraat 19                                   | 52° 3' 23" NB, 4° 19' 57" OL | 0603/007  | Werkplaats |
| Begane grond winkelpui |                   |                                                                                               | Herenstraat 68                                    | 52° 3' 20" NB, 4° 20' 1" OL  | 0603/008  | Begane grond winkelpui                                                                                                 |
| Buitenplaats Zuidhoorn met hoofdgebouw, boerderij, twee stallen, toegangshek, parkaanleg, voormalige V-1 lanceerplaats |                   |                                                                                               | Laan van Hoornwijck 25-29 (vh.: Rotterdamseweg 1) | 52° 3' 2" NB, 4° 20' 36" OL  | 0603/009  | Buitenplaats Zuidhoorn met hoofdgebouw, boerderij, twee stallen, toegangshek, parkaanleg, voormalige V-1 lanceerplaats |
| Boerderij ensemble, bestaande uit boerderij, paardenstal en hooiberg | 1860              |                                                                                               | Haantje 14                                        | 52° 1' 18" NB, 4° 20' 43" OL | 0603/011  | Meer afbeeldingen |
| AMRO-pand, gevel in de neoclassicistische variant van de nieuw historiserende stijl | 1914              |                                                                                               | Herenstraat 24                                    | 52° 3' 23" NB, 4° 20' 11" OL | 0603/012  | AMRO-pand, gevel in de neoclassicistische variant van de nieuw historiserende stijl                                    |
| Boerderij Eben Haëzer en karnschuur |                   |                                                                                               | Delftweg 79                                       | 52° 1' 46" NB, 4° 20' 49" OL | 0603/013  | Boerderij Eben Haëzer en karnschuur                                                                                    |
| Winkel met bovenwoning in neorenaissance-stijl | circa 1899        |                                                                                               | Herenstraat 40-44                                 | 52° 3' 22" NB, 4° 20' 9" OL  | 0603/014  | Winkel met bovenwoning in neorenaissance-stijl                                                                         |
| Woonhuis uit 1885 met oudere kern, mogelijk 17e eeuw. Oorspronkelijk stond hier een kleiner woonhuis. In 1885 werd het pand uitgebreid met een verdieping en nieuwe gevels. Diverse onderdelen zoals de kelder en het achterste woonblok, verwijzen naar een (17e-eeuwse) voorganger. Gemeentelijk monument sinds 2001. Bron:Monumentbordje aan de gevel | 1885              |                                                                                               | Schoolstraat 20                                   | 52° 3' 22" NB, 4° 20' 0" OL  | 0603/014B | Meer afbeeldingen |
| Winkel in neorenaissance-stijl | 1908              |                                                                                               | Herenstraat 64-66 / Kerkstraat 1                  | 52° 3' 20" NB, 4° 20' 1" OL  | 0603/015  | Winkel in neorenaissance-stijl                                                                                         |
| Sociëteit Amicitia, een gepleisterd tweelaags pand in sobere functionalistische vormen | 1921              |                                                                                               | Oranjelaan 39                                     | 52° 3' 23" NB, 4° 20' 27" OL | 0603/016  | Sociëteit Amicitia, een gepleisterd tweelaags pand in sobere functionalistische vormen                                 |
| Woonhuis |                   |                                                                                               | Geestbrugweg 68-70                                | 52° 3' 31" NB, 4° 20' 34" OL | 0603/017  | Woonhuis |
| Bouwblok woonhuizen in jugendstil | Circa 1905        |                                                                                               | Geestbrugweg 2-8/ Oranjelaan 1                    | 52° 3' 25" NB, 4° 20' 19" OL | 0603/019  | Meer afbeeldingen |
| Woonhuis in jugendstil | 1904              |                                                                                               | Geestbrugweg 64                                   | 52° 3' 30" NB, 4° 20' 33" OL | 0603/020  | Woonhuis in jugendstil                                                                                                 |
| Eclectische Villa Pengkol (later: Acadia) | 1894              |                                                                                               | Laan Hofrust 1                                    | 52° 3' 26" NB, 4° 20' 12" OL | 0603/023  | Eclectische Villa Pengkol (later: Acadia)                                                                              |
| Dubbele villa Wilhelmina Helena | 1894              | H.P. de Swart                                                                                 | Laan Hofrust 3-5                                  | 52° 3' 26" NB, 4° 20' 10" OL | 0603/024  | Dubbele villa Wilhelmina Helena                                                                                        |
| Dubbele villa | 1897              |                                                                                               | Laan Hofrust 7-9                                  | 52° 3' 25" NB, 4° 20' 9" OL  | 0603/025  | Dubbele villa |
| Woonhuis |                   |                                                                                               | Delftweg 132                                      | 52° 1' 27" NB, 4° 20' 52" OL | 0603/026  | Woonhuis |
| Hekwerk |                   |                                                                                               | Delftweg 103                                      | 52° 1' 37" NB, 4° 20' 51" OL | 0603/028  | Hekwerk |
| Woonhuis |                   |                                                                                               | Geestbrugkade 27                                  | 52° 3' 30" NB, 4° 20' 42" OL | 0603/030  | Woonhuis |
| Woonhuizen |                   |                                                                                               | Geestbrugkade 21, 22, 22a                         | 52° 3' 31" NB, 4° 20' 42" OL | 0603/031  | Woonhuizen |
| Woonhuizen |                   |                                                                                               | Geestbrugkade 23, 24, 25, 26                      | 52° 3' 31" NB, 4° 20' 42" OL | 0603/032  | Woonhuizen |
| Woonhuis Steffenburg met poort en hek | 1903              |                                                                                               | Koninginnelaan 1                                  | 52° 3' 30" NB, 4° 20' 32" OL | 0603/033  | Woonhuis Steffenburg met poort en hek                                                                                  |
| Wit gepleisterde Tuinmanswoning Steenvoorde | midden-19de-eeuws |                                                                                               | Van Vredenburchweg 975                            | 52° 2' 32" NB, 4° 18' 24" OL | 0603/034  | Wit gepleisterde Tuinmanswoning Steenvoorde                                                                            |
| Jugendstil woonhuis Marina | 1910              |                                                                                               | Van Vredenburchweg 70                             | 52° 3' 1" NB, 4° 19' 24" OL  | 0603/035B | Jugendstil woonhuis Marina                                                                                             |
| Jugendstil woonhuis Hilvoorde | 1910              |                                                                                               | Van Vredenburchweg 72                             | 52° 3' 1" NB, 4° 19' 24" OL  | 0603/035  | Jugendstil woonhuis Hilvoorde                                                                                          |
| Drie woonhuizen Petronella (83), Han Anna (85), Ons Verlangen (87) |                   |                                                                                               | Van Vredenburchweg 83-87                          | 52° 2' 59" NB, 4° 19' 26" OL | 0603/036  | Drie woonhuizen Petronella (83), Han Anna (85), Ons Verlangen (87)                                                     |
| Woonhuis/ bakkerij De Vergulde Speculaasplank |                   |                                                                                               | Schoolstraat 18                                   | 52° 3' 22" NB, 4° 19' 60" OL | 0603/038  | Woonhuis/ bakkerij De Vergulde Speculaasplank                                                                          |
| Herberg / boerderij “Van Ouds ’t Nest” |                   |                                                                                               | Van Vredenburchweg 122-124-126                    | 52° 2' 50" NB, 4° 19' 3" OL  | 0603/040  | Herberg / boerderij “Van Ouds ’t Nest”                                                                                 |
| Boerderij (woonhuisgedeelte) |                   |                                                                                               | Julialaantje 30                                   | 52° 3' 4" NB, 4° 19' 20" OL  | 0603/045  | Meer afbeeldingen |
| Woonhuis |                   |                                                                                               | Sir W. Churchilllaan 1021-1023                    | 52° 1' 47" NB, 4° 18' 1" OL  | 0603/047  | Woonhuis |
| Landhuis Den Burch met park, toegangshek, brug, en archeologische vindplaats (motte) | 18e-eeuws         | In 1894 liet Pieter von Fisenne een zuilengalerij aanbouwen en een nieuw ingangshek plaatsen. | Julialaantje 22-24                                | 52° 3' 12" NB, 4° 19' 24" OL | 0603/049  | Meer afbeeldingen |
| Brug voormalige buitenplaats Hilvoorde |                   |                                                                                               | Van Vredenburchweg t.o. 152                       | 52° 2' 46" NB, 4° 18' 56" OL | 0603/052  | Brug voormalige buitenplaats Hilvoorde                                                                                 |
| Keermuur brug vm. Huis te Blotinghe |                   |                                                                                               | Laan te Blotinghe / Julialaantje                  | 52° 3' 4" NB, 4° 19' 22" OL  | 0603/053  | Upload foto |
| Hekwerk / rolpaal |                   |                                                                                               | Jaagpad (bij gemaal)                              |                              | 0603/054  | Hekwerk / rolpaal |
| Brug met hek |                   |                                                                                               | Laan Hofrust bij 2                                |                              | 0603/055  | Brug met hek |
| Brug |                   |                                                                                               | Van Vredenburchweg bij 79                         |                              | 0603/056  | Meer afbeeldingen |
| Steenplaetsbrug | 1936              |                                                                                               | Steenplaetsbrug                                   | 52° 2' 43" NB, 4° 20' 33" OL | 0603/057  | Steenplaetsbrug |
| Elzebrug |                   |                                                                                               | Huis te Hoornkade / Thierenskade                  | 52° 2' 57" NB, 4° 20' 28" OL | 0603/058  | Elzebrug |
| Frans Halsbrug |                   |                                                                                               | J. Israëlslaan / Frans Halskade                   | 52° 3' 6" NB, 4° 19' 55" OL  | 0603/060  | Frans Halsbrug |
| Rembrandtbrug |                   |                                                                                               | Rembrandtkade / Frans Halskade                    | 52° 3' 6" NB, 4° 19' 55" OL  | 0603/061  | Rembrandtbrug |
| Hekwerk |                   |                                                                                               | Rembrandtkade / Frans Halskade                    | 52° 3' 6" NB, 4° 19' 55" OL  | 0603/061B | Hekwerk |
| Hekwerk |                   |                                                                                               | Jaagpad / Pasgeldlaan                             | 52° 1' 36" NB, 4° 20' 43" OL | 0603/062  | Hekwerk |
| Hekwerk |                   |                                                                                               | Jaagpad / Thierenskade                            | 52° 2' 57" NB, 4° 20' 28" OL | 0603/063  | Hekwerk |
| Bouwblok woonhuizen |                   |                                                                                               | Haagweg 176-180                                   | 52° 3' 11" NB, 4° 20' 28" OL | 0603/064  | Meer afbeeldingen |
| Fundering Broekmolen |                   |                                                                                               | Sniplaan bij 49                                   |                              | 0603/064B | Fundering Broekmolen                                                                                                   |